# Jindřich Snopek
Jindřich Snopek O.Cist. (1651 Bavorovice – 18. července 1709 Sedlec) byl převor kláštera ve Zlaté Koruně a opat kláštera v Sedlci u Kutné Hory.

## Život
Jindřich Snopek se narodil v Bavorovicích na Českobudějovicku chudým manželům, osleplému rolníkovi Jiřímu a jeho manželce Dorotě. Pocházel z 11 dětí. Do základní školy chodil v Hosíně, dál studoval na jezuitském gymnáziu v Českém Krumlově. Jako dvacetiletý vstoupil do cisterciáckého kláštera ve Zlaté Koruně. Dne 8. září 1672 zde složil sliby.
Dne 1. listopadu 1674 nastoupil studium na řádové koleji sv. Bernarda při Arcibiskupském semináři v Praze. Ještě za studia, v květnu 1676, přijal ve kostele křižovníků s červenou hvězdou z rukou pražského arcibiskupa Jana Bedřicha z Valdštejna kněžské svěcení.
Po dokončení studia se vrátil 1. září 1678 do Zlaté Koruny, v říjnu 1679 byl krátce administrátorem farnosti v Křemži. Dne 15. května
1680 ho opat Matěj Ungar jmenoval převorem kláštera ve Zlaté Koruně. Zde také vyučoval filosofii a teologii. V roce 1683 se stal představeným pražské koleje sv. Bernarda. 

## Obnova chrámu v Sedlci
Dne 13. září 1685 byl Snopek zvolen opatem sedleckého kláštera. Od vypálení husity v roce 1421 až do počátku 18. století se klášterní kostel nacházel v troskách. Snopek se stal jeho obnovitelem, od něj vyšel impuls k celému projektu a byl to on, kdo usiloval o jeho maximální kvalitu. Restauraci kostela zahájil v roce 1700 pražský stavitel Pavel Ignác Bayer. Nejprve bylo potřeba zabezpečit torzo gotické stavby. V červenci 1702 byl kostel zastřešen. Možná ještě téhož roku však Bayerovo místo převzal Jan Blažej Santini-Aichel. S jeho příchodem nabyla restaurace sedleckého kostela zásadně jiných kvalit. Santini chtěl, aby byl chrám ještě krásnější než v minulosti. Jeho inspirací byla svatovítská katedrála a chrám sv. Barbory v Kutné Hoře. 
Do roku 1705 byly hlavní loď, chór a transept zaklenuty valenou klenbou. Snopek se dále zabýval freskovou výzdobou chrámu. Žádost o vysvěcení chrámu byla podána na podzim roku 1709, Snopek už se ho tedy nedožil, neboť zemřel v létě toho roku. Je pohřben v kapli Čtrnácti sv. Pomocníků v sedleckém klášterním kostele.